# Metropolitano de Bangkok
O sistema BTS Skytrain ou Metropolitano Aéreo de Bangkok (em tailandês:   รถไฟฟ้า, fonética: [rót-fai-fá]), também chamado Skytrain e denominado oficialmente BTS (siglas de Bangkok Mass Transit System, em tailandês บีทีเอส, fonética: [biː-tiː-et]) é um transporte público ferroviário elevado na capital da Tailândia. Serve a zona central de Bangkok e a província de Samut Prakan. Consta de duas linhas separadas da rede subterrânea, tendo sido inaugurado em 1999 (após um atraso devido à crise asiática de 1997) e é operado pela companhia Bangkok Mass Transit System Public Company Limited.
Entre abril de 2017 e março de 2018 o sistema transportou 241 milhões de passageiros, o que é um crescimento sustentado anual quando comparado com 2011/2012, quando transportou 145 milhões.
Os comboios são fornecidos pela Siemens e conduzidos manualmente. As estações e as vias foram construídas sobre estruturas de betão, num viaduto de 9 metros de largura a 12 metros acima do nível da rua. 
As linhas usam os grandes eixos viários da capital, com um total de 68,2 km (54,2 km. da linha Sukhumvit e 14 km da linha Silom) e 61 estações (47 da linha Sukhumvit, 14 da Silom e uma, Siam Central, de interconexão entre ambas). O BTS tem quatro estações de ligação com a Linha Azul do Metro de Bangkok, uma estação de ligação com o trem elevado Airport Rail Link que serve de ligação ao aeroporto Suvarnabhumi (estação Phaya Thai) e uma estação de conexão com os barcos públicos do Chao Phraya Express (estação Saphan Taksin).
As tarifas variam de acordo com a distância percorrida e há cartões magnéticos em distribuidores automáticos válidos para uma só viagem, passes de dia inteiro e cartões especiais denominados Rabbit Card para estudantes (Student Rabbit) e adultos com mais de 65 anos (Senior Rabbit).
Os Centros de Informação Turística funcionam das 8h às 20h nas estações Saphan Taksin, Phaya Thai e Siam.

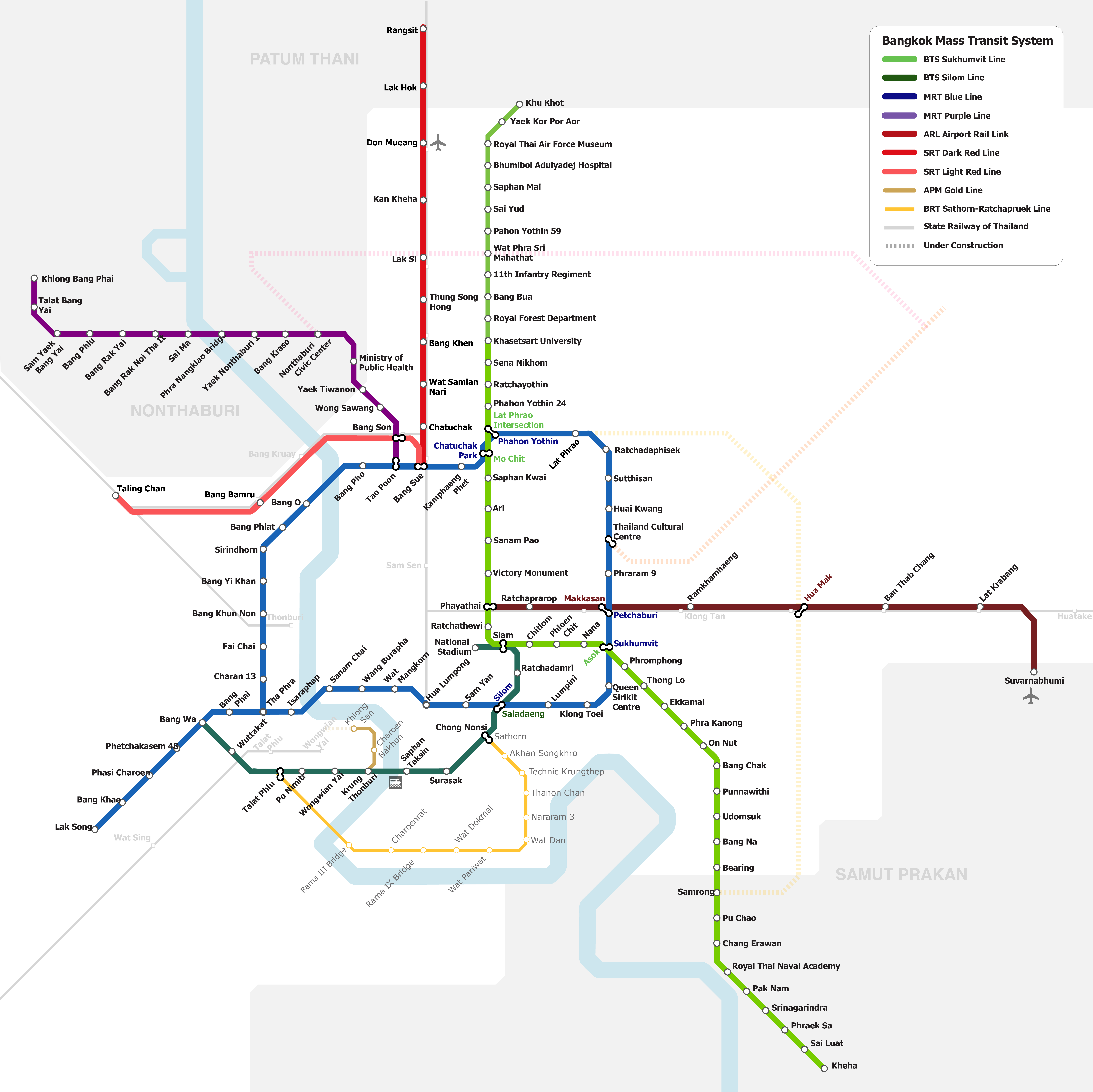
Mapa dos sistemas públicos de transporte de Bangkok

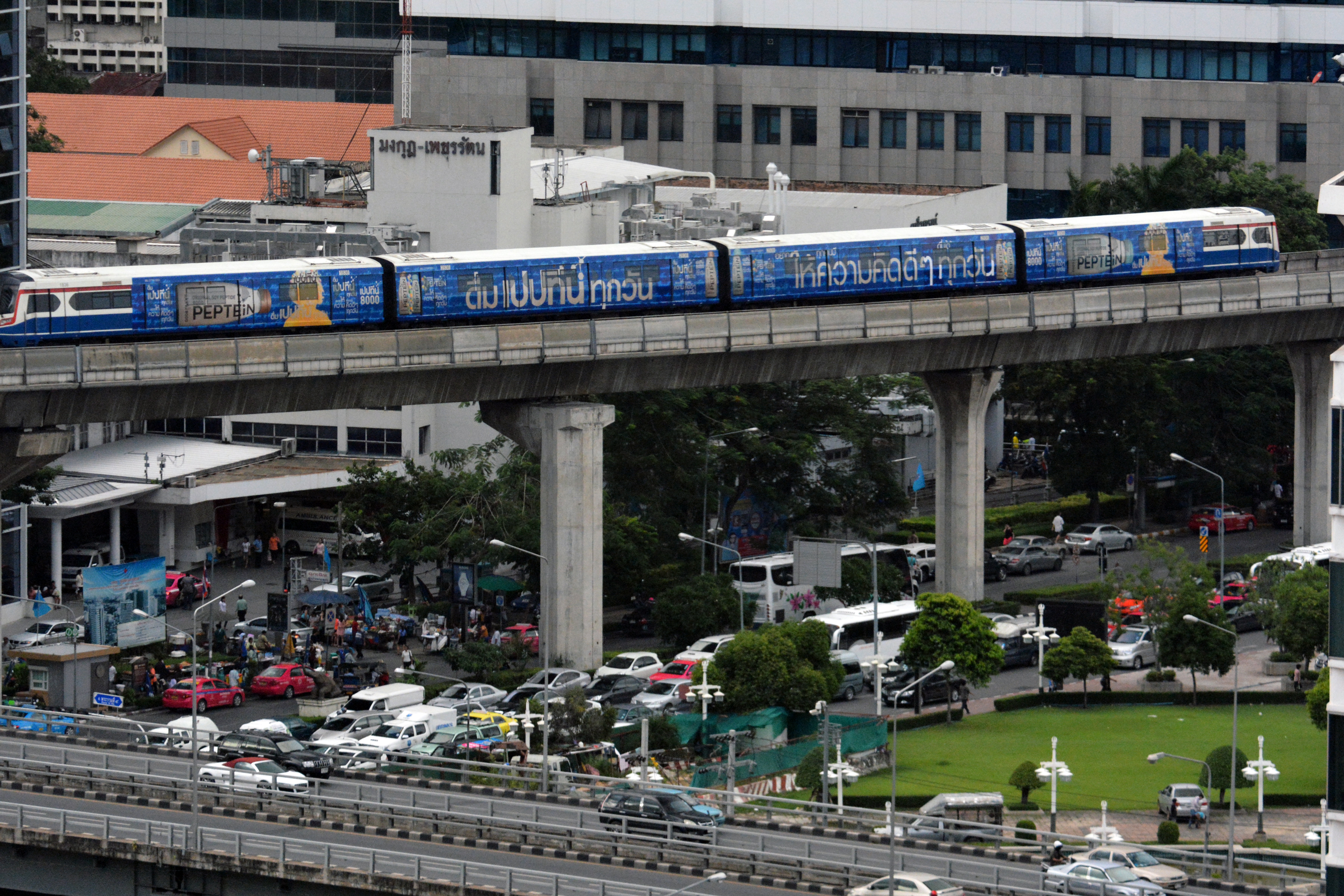
Skytrain a sair da estação Sala Daeng

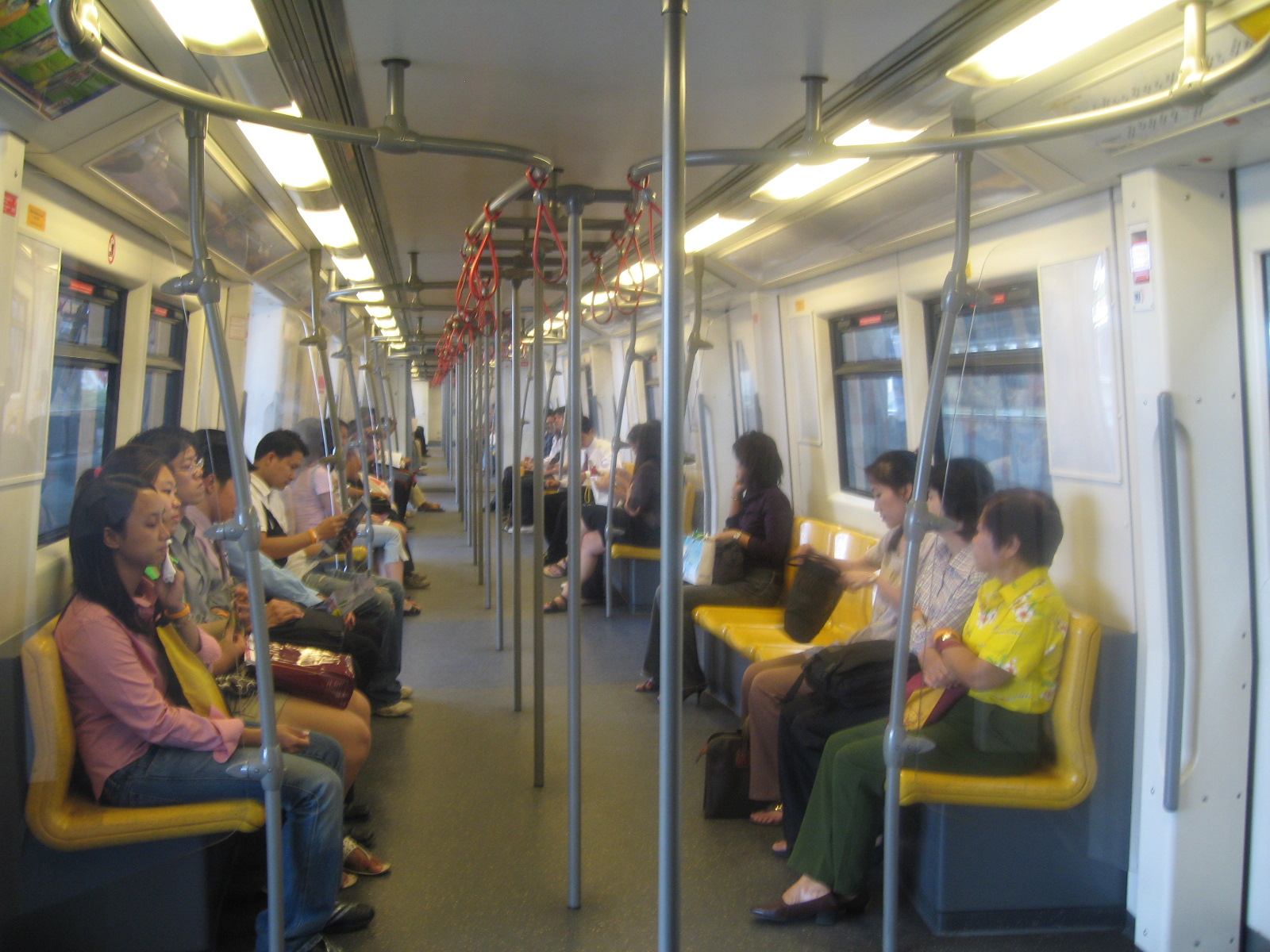
Interior de uma carruagem

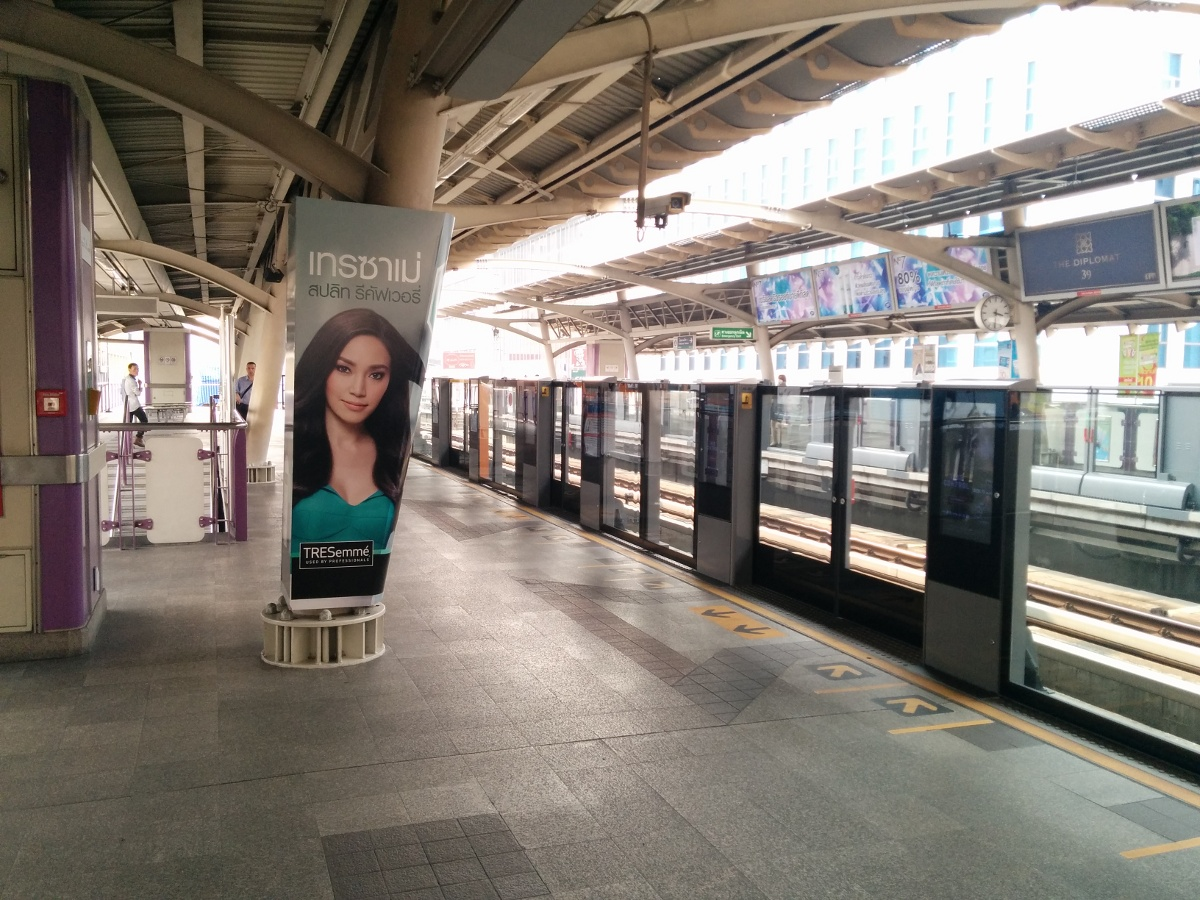
Plataforma de uma estação do BTS Skytrain